# Contrast (álbum de Conor Maynard)
Contrast é o primeiro álbum de estúdio do cantor britânico Conor Maynard, lançado a 30 de julho de 2012. Vários produtores estiveram envolvidos na produção do álbum, incluindo Pharrell Williams, Stargate, Benny Blanco, The Invisible Men, Midi Mafia, Crada, Lucas Secon, Quiz & Larossi, Eagle Eye, The Arcade, Parker & James, DetoNate e Rami Afuni. Possui vários cantores convidados, entre eles Rita Ora, Ne-Yo e Pharrell Williams.
O conjunto de faixas utiliza elementos de gêneros musicais populares, incluindo música pop e R&B contemporâneo. O álbum recebeu análises mistas e positivas após o seu lançamento, com críticos comparando o cantor a Justin Bieber. As faixas "Can't Say No" e "Vegas Girl" serviram como os dois primeiros singles do álbum.

## Recepção
Caroline Sullivan, do The Guardian, comparou-o novamente o cantor com Justin Bieber: "Conor Maynard fica irritado - e quem pode culpá-lo? - A etiqueta "o Justin Bieber britânico ", mas se o sapato se encaixa... O garoto de 19 anos de Brighton no primeiro álbum segue o modelo de Bieber da montagem de uma voz soprosa adolescente e a redução-cortada do pop urbano criada por alguns dos maiores nomes do gênero, incluindo Pharrell Williams e Frank Ocean. Laurencf do site Sugarscape afirmou que o contraste do álbum é totalmente atual, sem ser muito legal ou pretensioso. Tem alguns refrões incríveis, estilos do hip-hop, batidas urbanas e músicas dançantes, além de colaborações impressionantes. O álbum começa em alta com "Animal" e mantém a energia por toda parte.

## Divulgação
Para a divulgação do álbum Conor entou em turnê por boa parte do Reino Unido. Em agosto de 2012 ,o cantor apresentou várias canções do álbum para um show exclusivo do canal Vevo do Youtube. Ele também se apresentou na BBC Radio 1′s Teen Award, uma premiação que contou também com os grupos britânicos One Direction e Little Mix.

## Singles
- "Can't Say No" foi lançado em 2 de março de 2012, como o primeiro single do álbum.[6] Foi produzido por The Invisible Men e The Arcade, e escrito por The Invisible Men Sophie Stern, Jon Mills, Joe Dyer, Kurtis McKenzie e Maynard.[2] A canção chegou ao pico de número dois no UK Singles Charts, do Reino Unido, e a vigésima segunda colocação no Irish Singles Chart, da Irlanda.[7]

- "Vegas Girl" foi lançado em 20 de julho de 2012 como o segundo single do álbum. Obteve o desempenho inferior ao anterior no Reino Unido alcançando apenas a quarta posição, enquanto na Irlanda conseguiu o pico superior no número doze.[8][9]

- "Turn Around" foi confirmada para ser lançada como terceiro single do álbum, a canção conta com os vocais do cantor Ne-Yo. O clipe da canção foi gravado em Los Angeles. Um lyrics video da canção foi divulgado no canal oficial no Youtube no dia 09 de agosto de 2012. O single se tornou a terceira musica do cantor a entrar no top 10 do UK Singles Charts, conseguindo a 9ª posição.

- "Animal" foi confirmado para ser o quarto single do álbum. O vídeo da música foi lançado oficialmente no YouTube em 11/12/2012. Com o rapper Wiley, a versão da faixa utilizada no videoclipe é diferente da faixa oficial do álbum.

## Lista de faixas
| Edição padrão |                                  | |                                   |         |  |
| N.º           | Título                           | Compositor(es)                                                                                              | Produtor(es)                      | Duração |  |
| 1.            | "Animal"                         | Conor Maynard, Kyle Abrahams, George Astasio, Jon Shave, Sophie Stern, Jon Mills, Joe Dyer, Kurtis McKenzie | The Invisible Men, The Arcade     | 3:16    |  |
| 2.            | "Turn Around" (com Ne-Yo)        | Mikkel S. Eriksen, Tor Erik Hermansen, Benjamin Levin, Shaffer Smith                                        | Stargate, Benny Blanco            | 3:52    |  |
| 3.            | "Vegas Girl"                     | Maynard, Abrahams, Astasio, Shave, Scott Thomas, Peter Ighile, Kyle Abrahams, Dion Wardle                   | The Invisible Men, Parker & James | 2:49    |  |
| 4.            | "Can't Say No"                   | Maynard, Abrahams, Astasio, Shave, Stern, Mills, Dyer, McKenzie                                             | The Invisible Men, The Arcade     |         |  |
| 5.            | "Lift Off" (com Pharrell)        | Maynard, Pharrell Williams                                                                                  | Pharrell                          | 2:59    |  |
| 6.            | "Mary Go Round"                  | Maynard, Abrahams, Astasio, Shave, Stern, Nathaniel Ledwidge                                                | The Invisible Men, DetoNate       | 3:09    |  |
| 7.            | "Take Off"                       | Maynard, Abrahams, Astasio, Shave, Stern, Mills, Dyer, McKenzie                                             | The Invisible Men, The Arcade     | 3:36    |  |
| 8.            | "Better Than You" (com Rita Ora) | Maynard, Abrahams, Astasio, Shave, Mills, Dyer, McKenzie, Rita Ora, Tony Nilsson, John Buchanan             | The Invisible Men, The Arcade     | 3:13    |  |
| 9.            | "Another One"                    | Maynard, Josef Larossi, Lucas Secon, Andreas Romdhane, Mohombi                                              | Lucas Secon, Quiz & Larossi       | 3:12    |  |
| 10.           | "Pictures"                       | K. Risto, Waynne Nugent, Frank Ocean                                                                        | Midi Mafia                        | 4:09    |  |
| 11.           | "Glass Girl"                     | Williams | Pharrell                          | 4:31    |  |
| 12.           | "Just In Case"                   | Maynard, Ray Djan, Celetia Martin, Ashton Foster                                                            | Eagle Eye                         | 3:17    |  |

| Edição deluxe |                                         |                                                                      |                               |         |  |
| N.º           | Título                                  | Compositor(es)                                                       | Produtor(es)                  | Duração |  |
| 13.           | "Headphones" (featuring Anth)           | Maynard, Abrahams, Astasio, Shave, Nilsson, Rami Afuni, Anthony Melo | The Invisible Men, Rami Afuni | 3:19    |  |
| 14.           | "Drowning"                              | Christian Kalla, Christopher Jackson                                 | Crada                         | 3:18    |  |
| 15.           | "Can't Say No" (music video)            |                                                                      |                               | 3:14    |  |
| 16.           | "Vegas Girl" (music video)              |                                                                      |                               | 3:39    |  |
| 17.           | "Conorcles: The Journey So Far" (video) |                                                                      |                               |         |  |

## Desempenho nas paradas
| Paradas (2012)                            | Melhor Posição |
| ----------------------------------------- | -------------- |
| Austrália - Australian Albums Chart       | 48             |
| Áustria - Austrian Albums Chart           | 72             |
| Bélgica - Belgian Albums Chart (Flanders) | 79             |
| Irlanda - Irish Albums Chart              | 10             |
| Canadá Albums Chart                       | 10             |
| Reino Unido - UK Albums Chart             | 1              |
| Suíça - Swiss Albums Chart                | 40             |
| Itália - Italian Albums Chart             | 15             |
| Escócia - Scottish Albums Chart           | 3              |

| País        | Certificador | Certificação |
| ----------- | ------------ | ------------ |
| Reino Unido | BPI          | Prata        |

## Histórico de lançamento
| País           | Data                   | Formato              | Gravadora  |
| -------------- | ---------------------- | -------------------- | ---------- |
| Reino Unido    | 30 de julho de 2012    | CD, download digital | Parlophone |
| Alemanha       | 30 de julho de 2012    | CD, download digital | Parlophone |
| Irlanda        | 30 de julho de 2012    | CD, download digital | Parlophone |
| Itália         | 10 de setembro de 2012 | CD, download digital | EMI        |
| Estados Unidos | 13 de janeiro de 2013  | CD, download digital | EMI        |